# Mirabilicoxa gracilipes
Mirabilicoxa gracilipes là một loài chân đều trong họ Desmosomatidae. Loài này được Hansen miêu tả khoa học năm 1916.